# Maniola parafeminea
Maniola parafeminea är en fjärilsart som beskrevs av Thomson 1970. Maniola parafeminea ingår i släktet Maniola och familjen praktfjärilar. Inga underarter finns listade i Catalogue of Life.